# Delia virgithorax
Delia virgithorax är en tvåvingeart som först beskrevs av Stein 1913.  Delia virgithorax ingår i släktet Delia och familjen blomsterflugor.
Artens utbredningsområde är Etiopien. Inga underarter finns listade i Catalogue of Life.